# Baueshof
Baueshof is een kleine nederzetting in de Wartburgkreis in de Duitse deelstaat Thüringen. Baueshof ligt aan de Suhl, een zijriviertje van de Werra.
Op 6 juli 2018 ging de gemeente Marksuhl, waar Baueshof tot die dag onder viel, op in de gemeente Gerstungen.